# Xunjian (köpinghuvudort i Kina, Hubei Sheng, lat 31,39, long 111,61)
Xunjian (kinesiska: 巡检, 巡检镇) är en köpinghuvudort i Kina. Den ligger i provinsen Hubei, i den centrala delen av landet, omkring 270 kilometer väster om provinshuvudstaden Wuhan. Antalet invånare är 29 306. Befolkningen består av 14 020 kvinnor och 15 286 män. Barn under 15 år utgör 10,0 %, vuxna 15-64 år 77 %, och äldre över 65 år 11,0 %.
Runt Xunjian är det ganska tätbefolkat, med 116 invånare per kvadratkilometer. Närmaste större samhälle är Yangping, 18,8 km söder om Xunjian. I omgivningarna runt Xunjian växer i huvudsak blandskog.
Genomsnittlig årsnederbörd är 1 176 millimeter. Den regnigaste månaden är augusti, med i genomsnitt 198 mm nederbörd, och den torraste är december, med 13 mm nederbörd.